# Židovský hřbitov v Podivíně
Židovský hřbitov v Podivíně byl založen asi v druhé polovině 17. století. Areál o rozloze 7526 m² se nachází asi 600 metrů severním směrem od podivínského náměstí T. G. Masaryka vlevo při Palackého ulici. Od místního křesťanského hřbitova jej odděluje jen úzká ulice.
Současný podivínský židovský hřbitov je v pořadí již druhý. Byl založen poté, co byl zřejmě v 17. století opuštěn hřbitov původní, jehož poloha dnes není známa. Zdejší barokní náhrobní kameny se podobají náhrobkům v Mikulově. Celkem se zde dochovalo asi 1000 náhrobků, nejstarší z nich je datován 1694. Podle J. Fiedlera se zde konaly pohřby i po 2. světové válce. Součástí hřbitova je i „originálně řešená obřadní síň centrální dispozice s kopulí z druhé poloviny 19. století, restaurovaná v letech 1992–1993“.
Hřbitov je od roku 1964 chráněn jako kulturní památka.
Podivínská židovská komunita zanikla v roce 1940.